# Obecní dřín
Obecní dřín je památný strom (v tomto případě přesněji řečeno keř) u obce Tvarožná Lhota, která se nalézá na jihovýchod od města Strážnice v okrese Hodonín. Dřín obecný (Cornus mas) roste vedle silnice, vedoucí z Tvarožné Lhoty k vodní nádrži Lučina, zhruba 1¼ km jihovýchodně od okraje vesnice (asi 100 m severozápadně od místa, kde silnici křižuje červeně značená turistická trasa k rozhledně Travičná). Lokalita, pomístně zvaná Vrchy, se nalézá v rámci CHKO Bílé Karpaty na mírném, k severovýchodu ukloněném svahu; terén u paty dřínu má nadmořskou výšku 320 metrů.
Dřín požívá ochrany od roku 2007 pro svůj vzrůst a velikost. Průměr koruny v době vyhlášení dosahoval 9 metrů, výška keře 7 metrů. Tabule s označením „Památný strom“ v terénu chybí (stav 2013).

## Fotogalerie

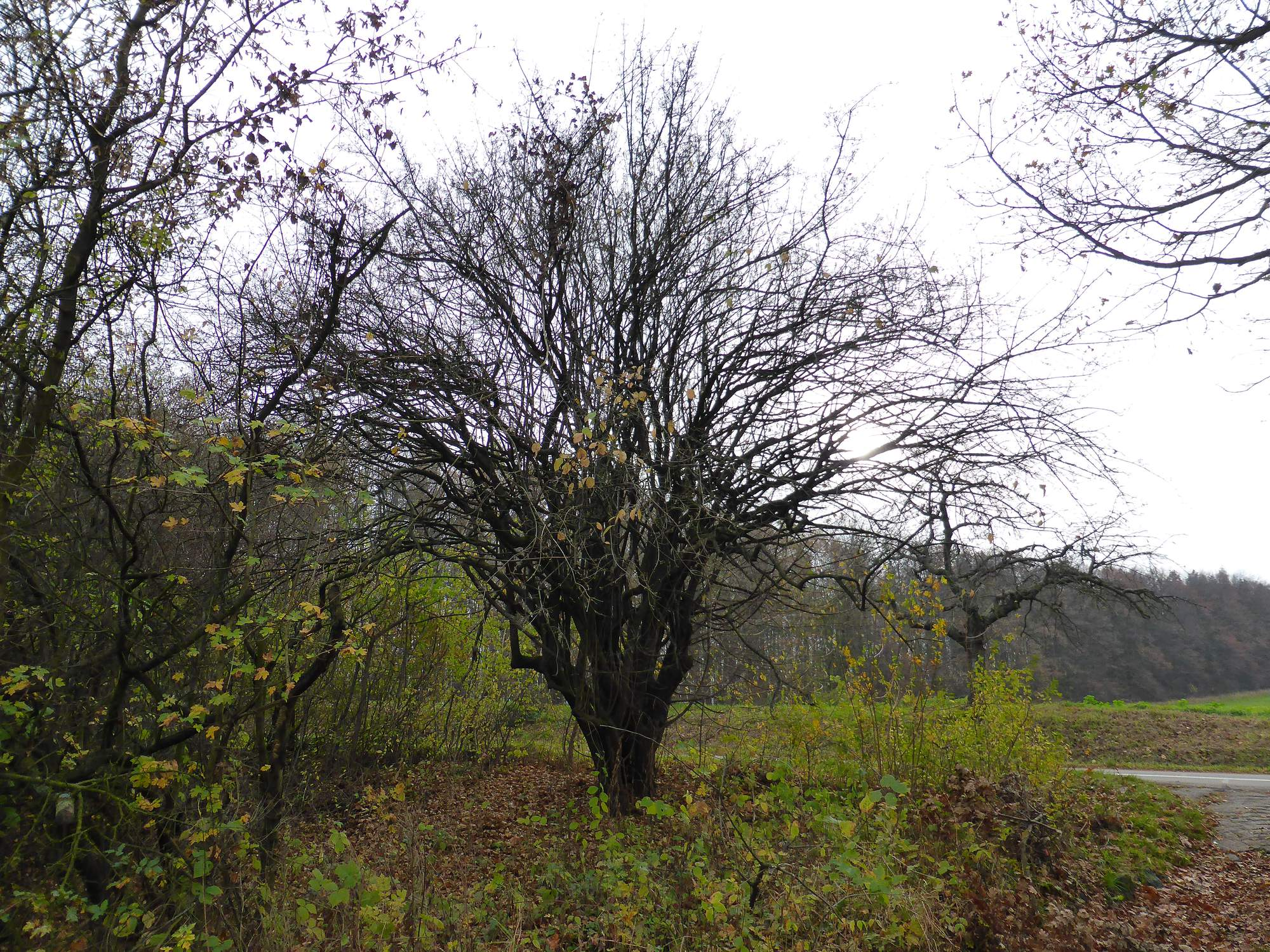
Celkový pohled od sz.
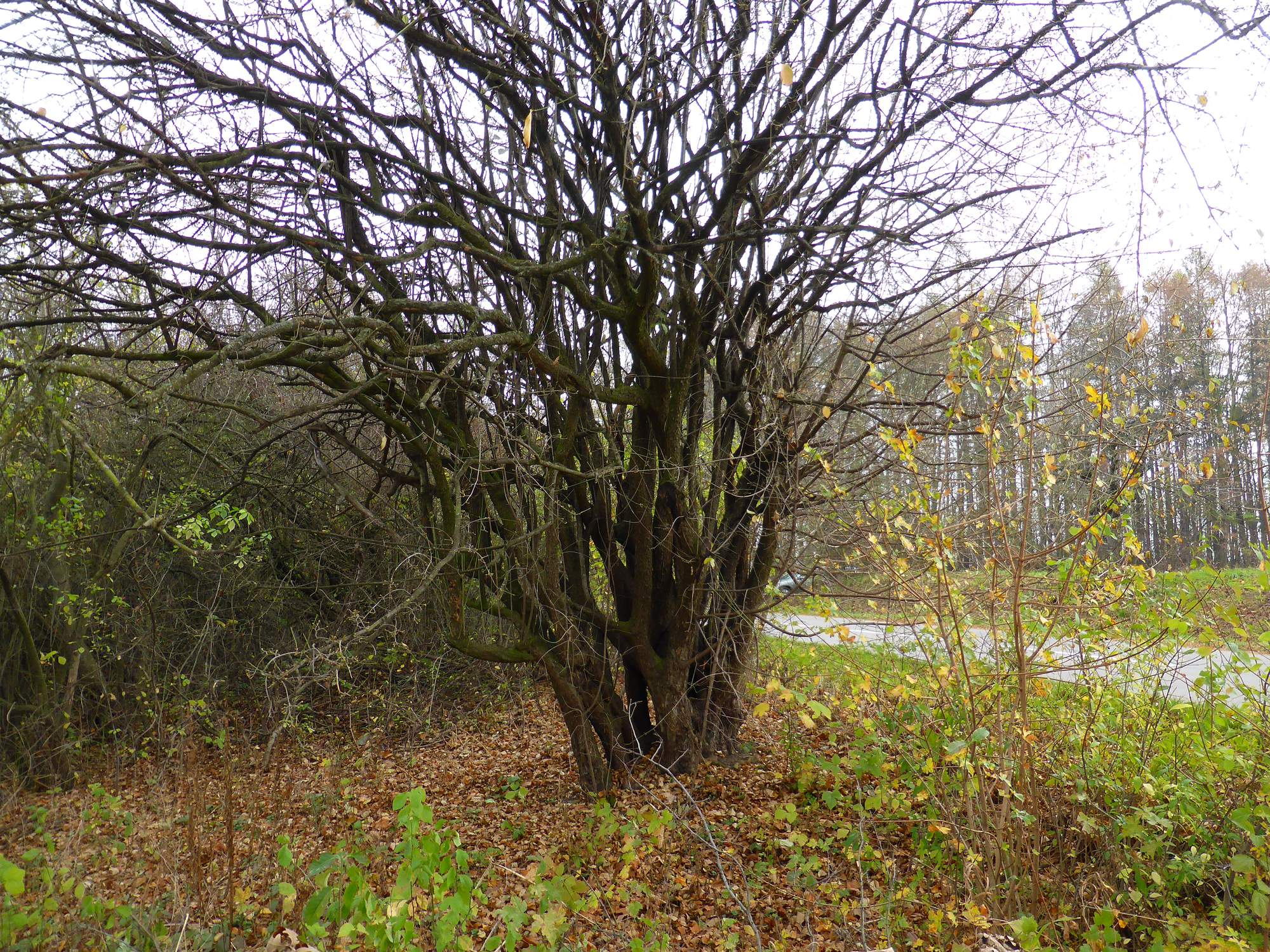
Pohled od ssz.
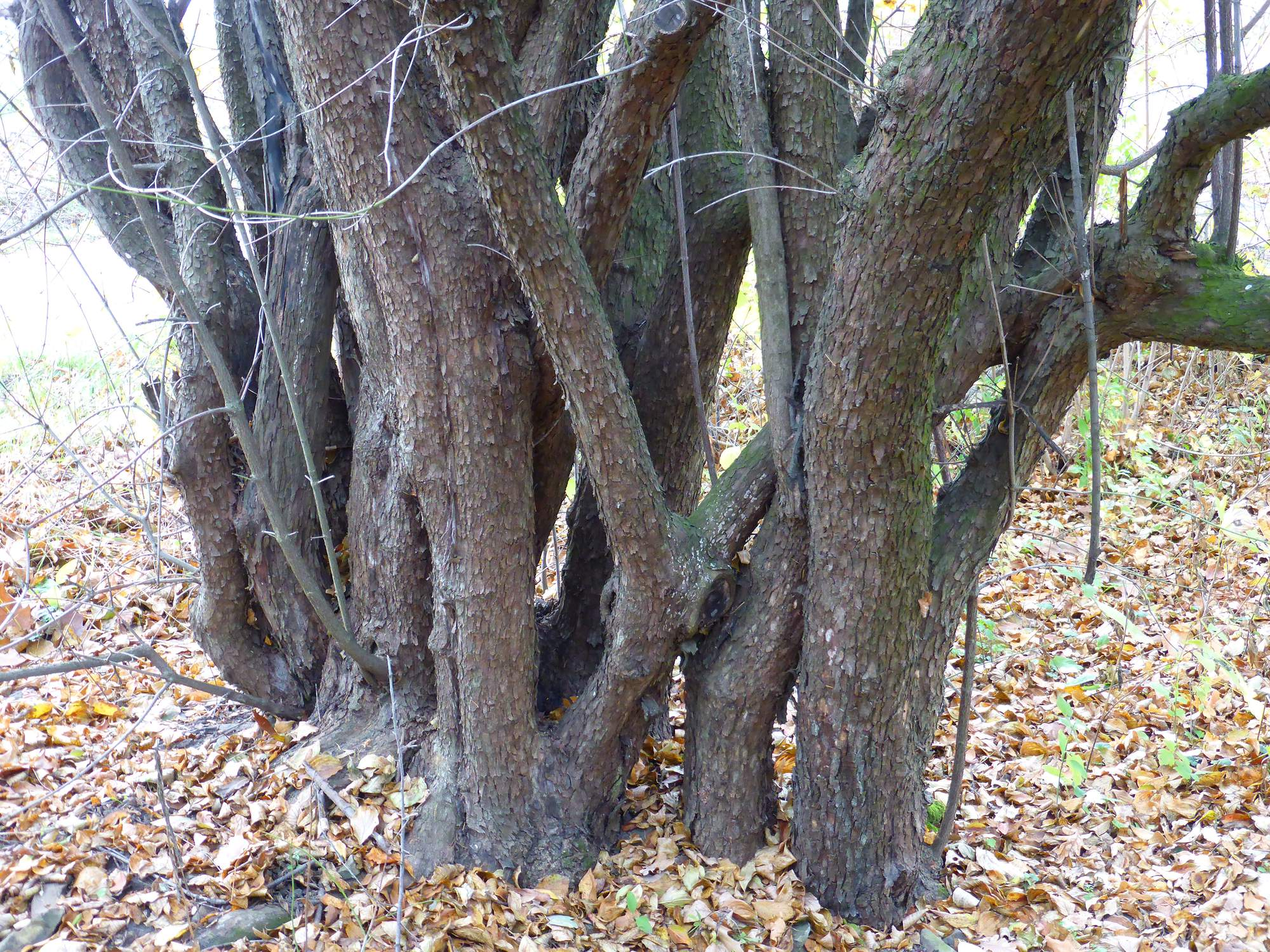
Detail větvení od země, jv. strana
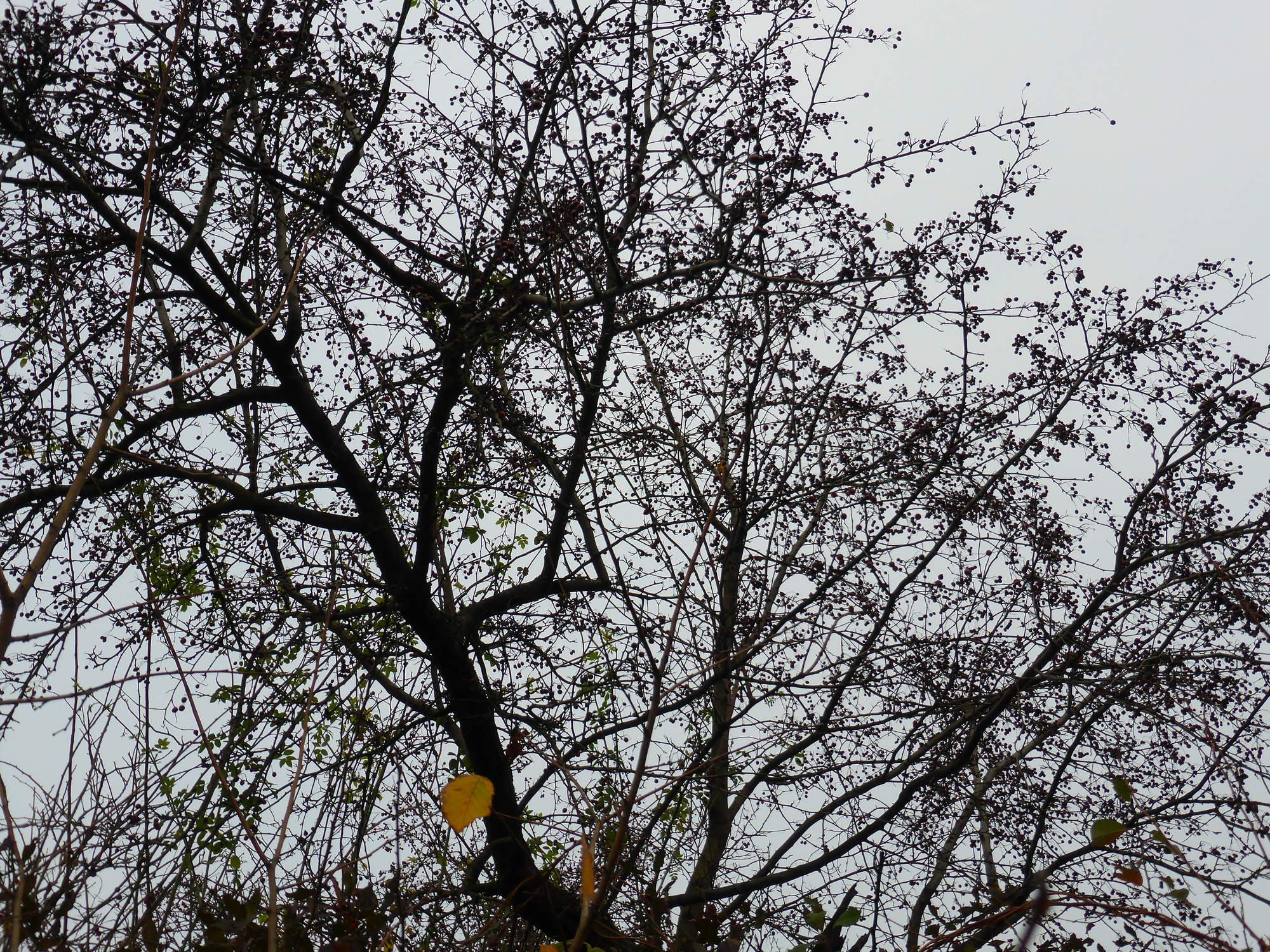
Pohled do koruny

## Památné a významné stromy vokolí
- Adamcova oskeruše (3,7 km zsz.)
- Dub v Jiříkovci (2,1 km vjv.)
- Karlova oskeruše (3,6 km z.)
- Kněždubské lípy (3,0 km sv.)
- Nejedlíkova oskeruše (3,0 km vsv.)
- Oskeruše u Strážnice (~4,6 km zjz.)
- Špirudova oskeruše (0,7 km ssz.)
- Tomečkova oskoruša (0,8 km ssz.)